# تزكة (زاوية سيدي قاسم)
تزكة هي إحدى مشيخات المملكة المغربية، تتبع جغرافيا لإقليم تطوان وإداريًا لزاوية سيدي قاسم. يقدر عدد سكانها بـ 1474 نسمة حسب الإحصاء الرسمي للسكان والسكنى لسنة 2004.